# Digital Print Order format
Digital Print Order format (zkráceně DPOF) je formát souboru, který k souboru fotografie (obrázku) přidává objednací informace a slouží k objednání tisku fotografií bez nutnosti dodatečného zpracování na počítači. Shodly se na něm v roce 1999 některé přední firmy oboru, jako Matsushita (značka Panasonic), Kodak, Canon a Fuji.
Umožňuje fotoaparátu vytvořit speciální soubor na paměťové kartě v adresáři MISC sloužící jako zdroj informací pro tiskárnu (obsahuje kromě samotného obrazového souboru označení požadovaných fotografií, počet kopií, velikost papíru, jméno a adresa objednatele apod.). Funkce je podobná rozhraní PictBridge, předpokládá jako nosič dat paměťovou kartu nebo dálkový přenos tohoto souboru s příponou „.DPOF“. 
Tato původní specifikace byla roku 2000 doplněna na pokročilejší verzi 1.10 s údaji o velikosti obrázků, o tisku více obrázků na jeden list a o promítání v počítačích nebo projektorech včetně délky projekce.